# Châtillon-Saint-Jean
 Châtillon-Saint-Jean  es una población y comuna francesa, en la región de Ródano-Alpes, departamento de Drôme, en el distrito de Valence y cantón de Romans-sur-Isère-2.

## Demografía
| 669 | 672 | 680 | 754 | 790 | 888 |
| Para los censos de 1962 a 1999 la población legal corresponde a la población sin duplicidades (Fuente: INSEE [Consultar]) |     |     |     |     |     |